# Georg Wilhelm Steller
Georg Wilhelm Steller (10. marts 1709 i Bad Windsheim – 12. november 1746) var en tysk læge og naturforsker. Han deltog i Vitus Berings anden ekspedition, og overlevede i modsætning til Bering selve ekspeditionen. Derefter brugte han to år på at udforske Kamtjatka. Under rejsen tilbage til Sankt Petersborg døde han i Tjumen. Peter Simon Pallas udgav Stellers journaler.
Flere dyrearter som blev kendt for videnskaben på grund af Steller, bærer hans navn, som Stellers havørn, Stellersand, Stellers søko og Stellers søløve.